# Cuscuta japonica
Cuscuta japonica là một loài thực vật có hoa trong họ Bìm bìm. Loài này được Choisy mô tả khoa học đầu tiên năm 1854.

## Hình ảnh

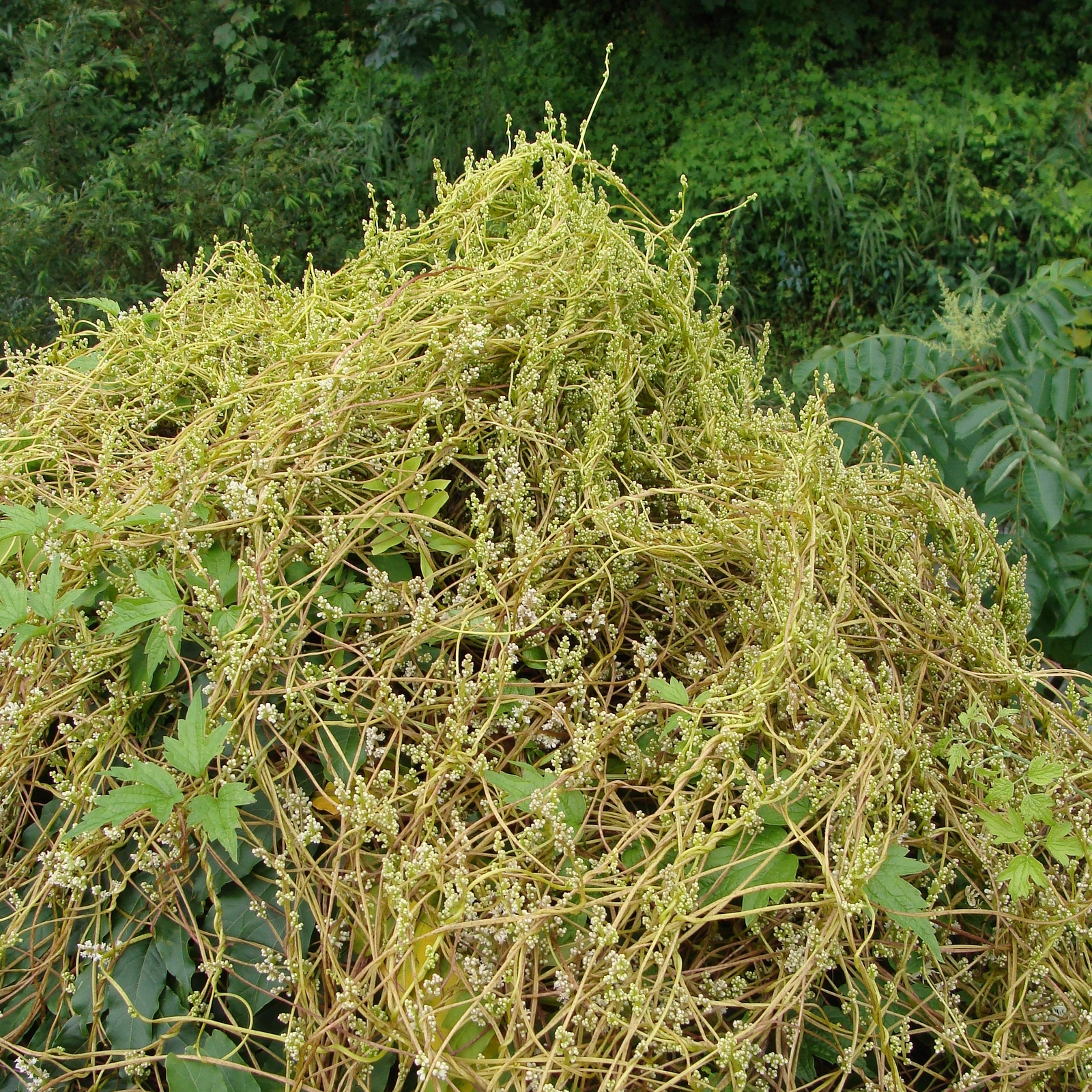
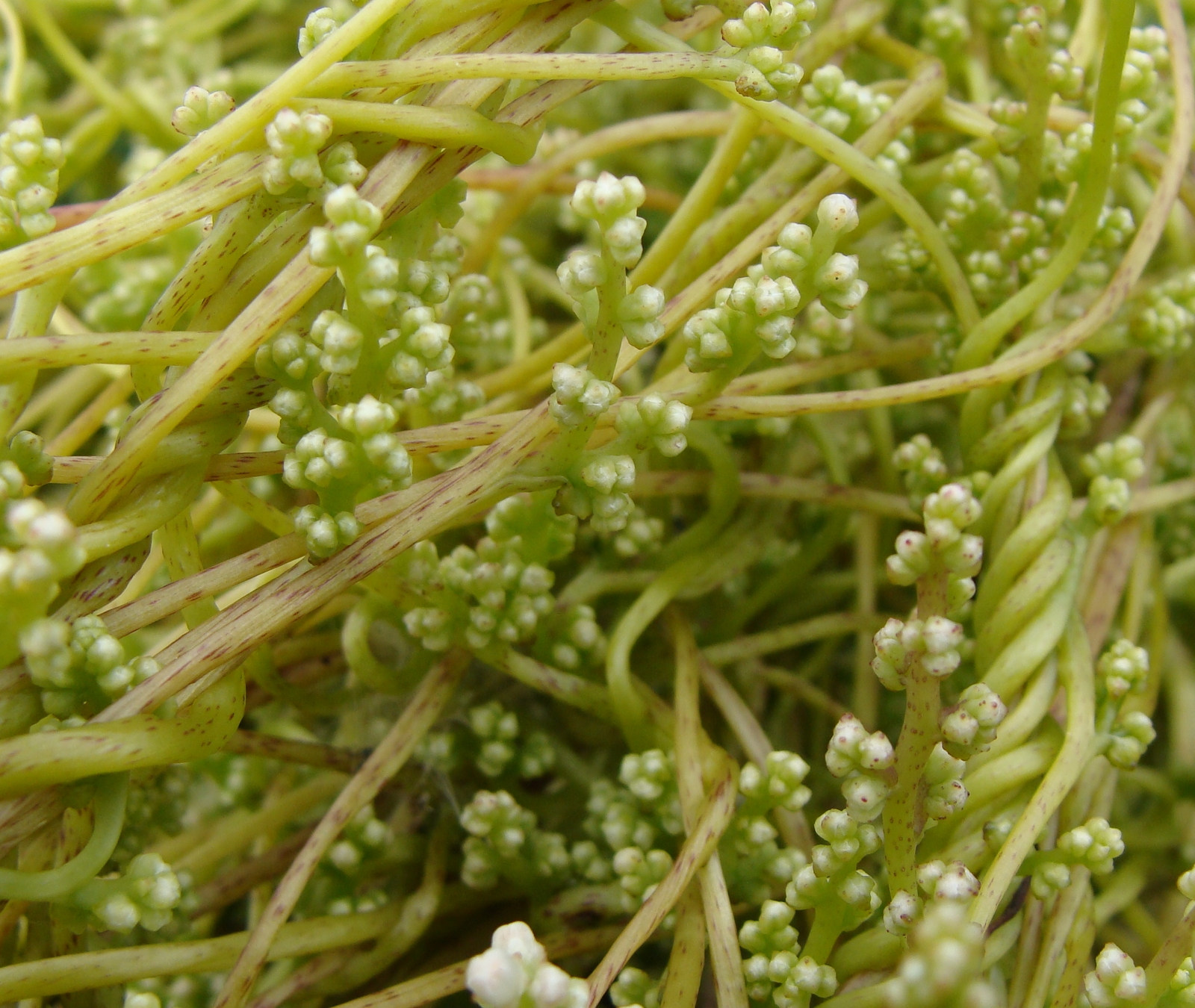
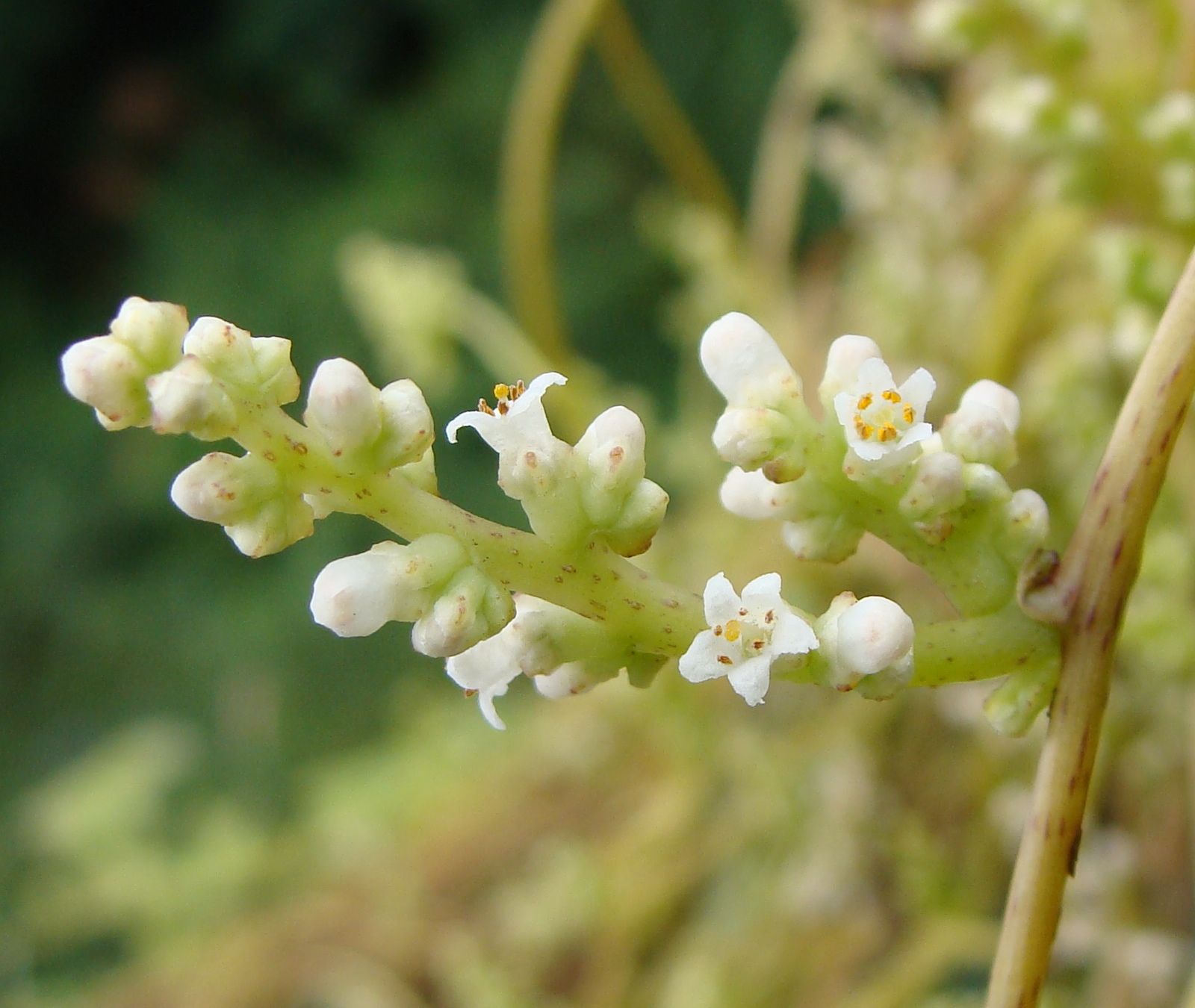